# Badia de Koliutxin

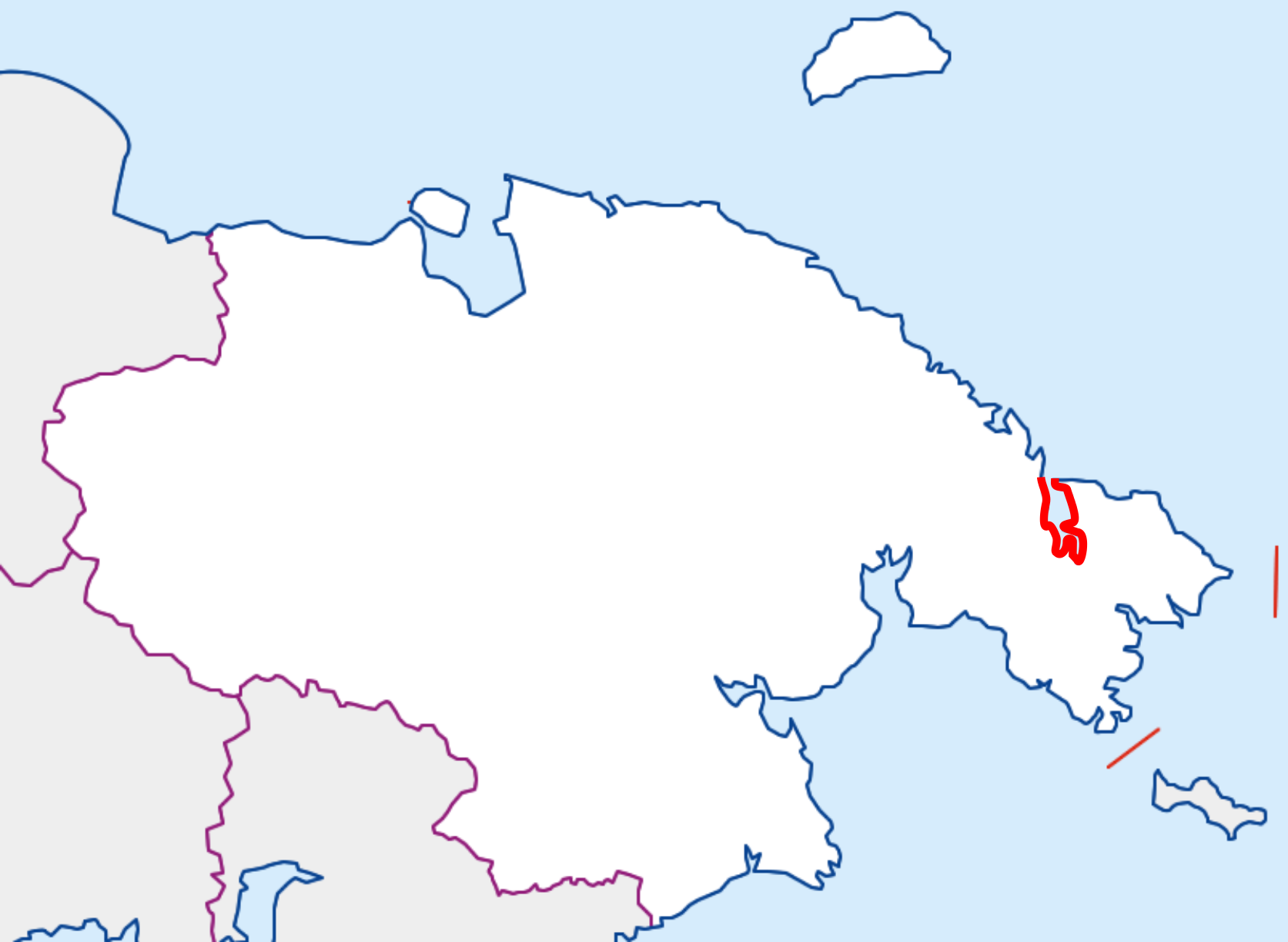
Localització de la badia al territori de Txukotka.

La badia de Koliutxin (rus: Колючинская губа, Koliútxinskaia guba), és una badia gran i profunda localitzada a la costa septentrional de la península de Txukotka, en aigües del mar dels Txuktxis.
Administrativament, la badia pertany al districte autònom de Txukotka de la Federació Russa.

## Geografia
La badia es troba a l'oest del cap de Vankarem i a l'est de la llacuna de Neskenpilgin i del cap de Serdtse-Kamen. Té una longitud d'uns 100 km. La seva entrada des de l'oceà àrtic està vorejada pel grup de les petites illes Séri Guséi, a l'oest, i el cordó litoral Beliaka, a l'est, que deixen un estret canal d'accés de només 2,8 km d'amplària. Després la badia s'eixampla fins als 37 km, tenint forma de rectangle a l'inici i endinsant-se en el continent en direcció al sud. En el fons, en l'extrem més meridional, té dos petits entrants.
La profunditat de la badia de Koliutxin és de 7 a 14 m. La badia està coberta de gel la major part de l'any.
Aquesta badia té una entrada en el seu extrem sud, la qual es coneix com l'entrada Kuetkuyyim (Kuetkuyyim Zaliv).

## Història
El 1793, la badia va ser nomenada com a badia del Comte Bezborodko, en honor de l'estadista rus Aleksandr Bezborodko. No obstant, els nadius no es van acostumar al nom i la badia va passar a denominar-se amb el seu actual nom, en referència a l'illa Koliutxin, una petita illa situada aigües fora, enfront de l'entrada de la badia.

## Clima
El clima a la zona de la badia és àrtic costaner. El primer gel apareix a mitjans d'octubre i no desapareix completament fins a finals de l'estiu. La temperatura mitjana de gener és de -23 ° C, les tempestes de neu són freqüents a l'hivern. La primavera arriba a la segona quinzena de maig. Els estius són humits i freds amb una temperatura mitjana de juliol de +6 °C.

## Fauna
La badia està habitada per diverses espècies de salmònids, com el salmó rosat del Pacífic, el salmó reial i el salvelinus, així com el coregonus sardinella. De vegades hi penetren també exemplars de stenodus nelma.
A la costa sud de la badia, hi ha llocs d'abundant nidificació del cigne petit, diverses famílies de l'ànec bussejador i de l'ocell limícola. També s'hi troben en abundància subespècies de l'oca emperadriu i l'oca de collar.

## Naufragis
- A principis del segle xx, davant de la costa de la badia de Koliutxin, el vaixell nord-americà "Polar bear" va naufragar, transportant equipament per a una mina d'or.
- L'any 1983 el vaixell "Nina Sagaidak" va ser fortament malmès per capes de glaç flotant i es va enfonsar. El vaixell "Kolya Myagotin", que va acudir a la seva ajuda, també va rebre un fort impacte degut al gel, provocant-li un forat.[2]